# バトルフィールド・アース (映画)
『バトルフィールド・アース』（原題：Battlefield Earth、別題：Battlefield Earth: A Saga of the Year 3000）は、2000年に公開されたアメリカ映画。荒廃した1000年後の地球で人類の存亡を掛けた戦いを描くSFアクション映画。
アメリカの新宗教団体サイエントロジーの創始者であり、SF作家でもあるL・ロン・ハバードが1982年に書いた同名小説を、サイエントロジーの熱心な信奉者として知られるジョン・トラボルタが製作・主演した。監督はロジャー・クリスチャン。
2001年、第21回ゴールデンラズベリー賞（ラジー賞）において最低作品賞、最低主演男優賞など主要部門をほぼ独占した。2005年にはラジー賞創設25周年特別大賞として歴代最低ドラマ作品賞に、2010年には2000年代最低賞に選ばれた。

## ストーリー
異星人サイクロ人によって人類はわずか9分間で壊滅した。
それから1000年後、わずかに生き残った人間は文明を忘れ、原始人さながらの生活を送っていた。サイクロ人は地球に巨大なドームを作り人間を奴隷にして鉱物資源の採掘を行っていた。地球人の青年ジョニーは山の洞穴に隠れ住む村の出身。そこは食糧も乏しく村人たちは常に死の恐怖におびえて暮らしていた。ジョニーは人類安住の地がどこかにある事を信じて旅に出るが、サイクロ人の奴隷狩りに捕らえられてしまう。
サイクロ人の地球指令隊長タールは一刻も早く地球から出たいと思っていた。名門の家柄である彼にとって、地球のような辺境の地でくすぶっている事はとても我慢できなかった。そんなとき金の鉱脈が発見される。タールはそれを裏金にして地球から離れようと考える。ところが金鉱脈の周囲の大気には放射能が含まれていた。サイクロ人の呼吸ガスは放射能と反応すると爆発を起こしてしまうため、サイクロ人は近づく事ができなかったのだ。
タールは地球の人間を教育して金鉱脈を掘らせる事を思い付く。そこで目に付いた地球人ジョニーを「学習機」に掛けてサイクロ人の言語や知識を憶えさせる。一方、ジョニーはサイクロ人の知識を利用して人類を救おうと考える。そして仲間と共に金鉱脈を掘るふりをしながらサイクロ人と戦う準備を着々と進めていった。

## キャスト
| 役名                             | 俳優                   | 日本語吹替                                                   | 日本語吹替                                    |
| 役名                             | 俳優                   | ソフト版                                                     | Netflix版                                     |
| -------------------------------- | ---------------------- | ------------------------------------------------------------ | --------------------------------------------- |
| タール                           | ジョン・トラボルタ     | 山路和弘                                                     | 野沢聡                                        |
| ジョニー・グッドボーイ・タイラー | バリー・ペッパー       | 宮本充                                                       | 中谷一博                                      |
| カー                             | フォレスト・ウィテカー | 小山力也                                                     | 樋山雄作                                      |
| カーロ                           | キム・コーツ           | 内田直哉                                                     |                                               |
| クリシー                         | サビーヌ・カーセンティ | 湯屋敦子                                                     | 折井あゆみ                                    |
| スタッファー牧師                 | マイケル・バーン       | 八木光生                                                     |                                               |
| ミッキー                         | クリスチャン・テシエ   | 佐久田修                                                     |                                               |
| サミー                           | シルヴァン・ランドリー | 中田和宏                                                     |                                               |
| ロバート・ザ・フォックス         | リチャード・タイソン   | 楠大典                                                       |                                               |
| チャーク                         | ケリー・プレストン     | 園田恵子                                                     |                                               |
| その他                           | N/A                    | 稲垣隆史 石波義人 谷昌樹 仲野裕 田原アルノ 乃村健次 菊地祥子 | 並木愛枝 ロバートウォーターマン 斉藤淳 渡辺聡 |

## スタッフ
- 監督：ロジャー・クリスチャン
- 製作：ジョナサン・D・クレイン、エリー・サマハ、ジョン・トラボルタ
- 製作総指揮：アンドリュー・スティーヴンス、アショク・アムリトラジ、ドン・カーモディ
- 原作：L・ロン・ハバード
- 脚本：コリー・マンデル、J・D・シャピロ
- 撮影：ジャイルズ・ナットジェンズ
- 音楽：エリア・クミラル
- 美術/衣装デザイン/クリーチャーデザイン：パトリック・タトポロス
- 編集：ロビン・ラッセル
- 視覚効果：エリック・ヘンリー

### 日本語版
ソフト版
- 演出：高橋剛
- 翻訳：峯間貴子
- 調整：兼子芳博
- 音響制作：相原正之
- 製作：ニュージャパンフィルム

## 受賞歴
- 2001年：第21回ゴールデンラズベリー賞

最低作品賞：バトルフィールド・アース
最低監督賞：ロジャー・クリスチャン
最低主演男優賞：ジョン・トラボルタ（『ラッキー・ナンバー』に対しても）
最低助演男優賞：バリー・ペッパー
最低助演女優賞：ケリー・プレストン
最低スクリーンカップル賞：ジョン・トラボルタ&バトルフィールド・アースで彼と一緒にスクリーンに映ってしまった人全部
最低脚本賞：コリー・マンデル、J・D・シャピロ
- 2005年：第25回ゴールデンラズベリー賞

25周年最低ドラマ賞：バトルフィールド・アース
- 2010年：第30回ゴールデンラズベリー賞

2000年代最低賞：バトルフィールド・アース

## 備考
- 本作品のアニメ化権、ゲーム化権は日本のPine.comが世界配給権を取得している。
- 2010年、本作の脚本家の1人、J・D・シャピロが『ニューヨークポスト』紙に観客に向けた「謝罪文」を掲載した[4]。シャピロはスタジオやトラボルタ側の無理な変更要求を拒否したことで脚本家を降りており、完成した映画はコリー・マンデルが改めて書いた内容でシャピロ自身は全く関わっていないと語っている。しかしギャラの問題でクレジットには名前を残したという[4]。